# Jakob Christoph Wolff
Jakob Christoph Wolff, auch Jacobus Christophorus Wolffius (* 9. April 1693 in Rostock; † 21. März 1758 ebenda) war ein deutscher lutherischer Theologe und Hochschullehrer.

## Leben
Jakob Christoph Wolff war ein Sohn des Pastors der Rostocker Marienkirche und Professors der Theologie an der dortigen Universität Franz Wolff und dessen Frau Anna, geb. Schuckmann (1653–1716), Tochter des Rostocker Theologieprofessors Hermann Schuckmann (1616–1686). Wolff studierte ab 1711 in Rostock und ab 1714 an der Universität Tübingen. Studienreisen führten ihn dann nach Straßburg, Leipzig, Halle und Wittenberg. 1720 unterzog er sich in Rostock der Promotion zum Magister artium. Ab dem Winter 1721/22 war er in Rostock als Privatdozent tätig und wurde 1725 zum Professor der Griechischen Sprache (rätlich) als Nachfolger von Jacob Burgmann ernannt. 1735 war er Rektor der Universität. Neben seiner Professur war er ab 1747 Archidiakon und ab 1757 Pastor an der Marienkirche. Wolff verstarb am 21. März 1758 plötzlich an einem Schlaganfall.
Jakob Christoph Wolff war ab dem 17. Februar 1736 verheiratet mit Anna Elisabeth, geb. Konow, Tochter des aus Rostock stammenden Ratsherrn und Hofgerichtsassessors Heinrich Konow in Güstrow.